# Aegukka
Aegukka (în română: ,,Cântecul patriotic'') este imnul național al Coreei de Nord (RPDC). Aegukka a fost compus ca un cântec patriotic pentru a celebra eliberarea Coreei de sub dominația Japoniei în 1945. 
Cântarea imnului în Coreea de Sud, este interzisă prin Actul de Securitate Națională.

## Istorie
Original, cântecul era folosit ca imnu Guvernului Coreean în exil (1919 - 1945) în Shanghai, China pe melodia „Auld Lang Syne” cu versurile curente al imnului din Coreea de Sud. După Al-doilea Război Mondial Coreea de Sud a adpotat vechile versuri și a schimbat melodia  „Auld Lang Syne” cu alta cât Coreea de Nord a refăcut toată melodia în anul 1947. Versurile au fost create de Pak Se-young cât muzica a fost creată de Kim Won-gyum.
În anii 1980, Kim Jong Il a redus importanța ,,Cântecului Patriotic'' pentru a populariza ,,Cântecul generalului Kim Il Sung''.
în Februarie 2024, Kim Jong Un a declarat că oficial reunificarea cu Coreea de Sud nu mai este posibilă, unele parți a-le imnului Coreei de Nord au fost modificate.

## Versuri în coreeană

### 2024-prezent
I
- 아침은 빛나라 이 강산
- 은금에 자원도 가득한
- 이 세상 아름다운 내 조국
- 반만년 오랜 력사에
- 𝄆 찬란한 문화로 자라난
- 슬기론 인민의 이 영광
- 몸과 맘 다 바쳐 이 조선
- 길이 받드세 𝄇

II
- 백두산 기상을 다 안고
- 근로의 정신은 깃들어
- 진리로 뭉쳐진 억센 뜻
- 온 세계 앞서 나가리

- 𝄆 솟는 힘 노도도 내밀어
- 인민의 뜻으로 선 나라
- 한없이 부강하는 이 조선
- 길이 빛내세 𝄇

### 1947-2024
I
- 아침은 빛나라 이 강산
- 은금에 자원도 가득한
- 삼천리 아름다운 내 조국
- 반만년 오랜 력사에
- 𝄆 찬란한 문화로 자라난
- 슬기론 인민의 이 영광
- 몸과 맘 다 바쳐 이 조선
- 길이 받드세 𝄇

II
- 백두산 기상을 다 안고
- 근로의 정신은 깃들어
- 진리로 뭉쳐진 억센 뜻
- 온 세계 앞서 나가리

- 𝄆 솟는 힘 노도도 내밀어
- 인민의 뜻으로 선 나라
- 한없이 부강하는 이 조선
- 길이 빛내세 𝄇